# Insula K

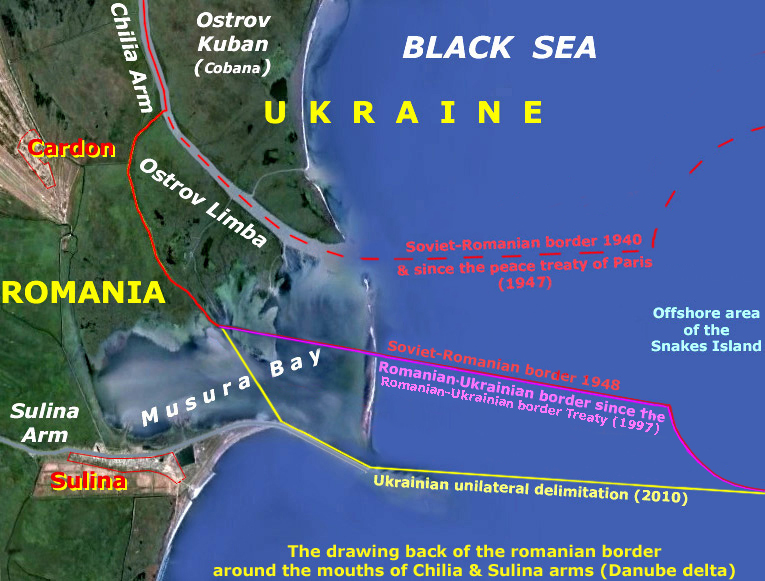
Veche zona de litigiu la frontiera dintre România și Ucraina. În fața Golfului Musura este Insula K

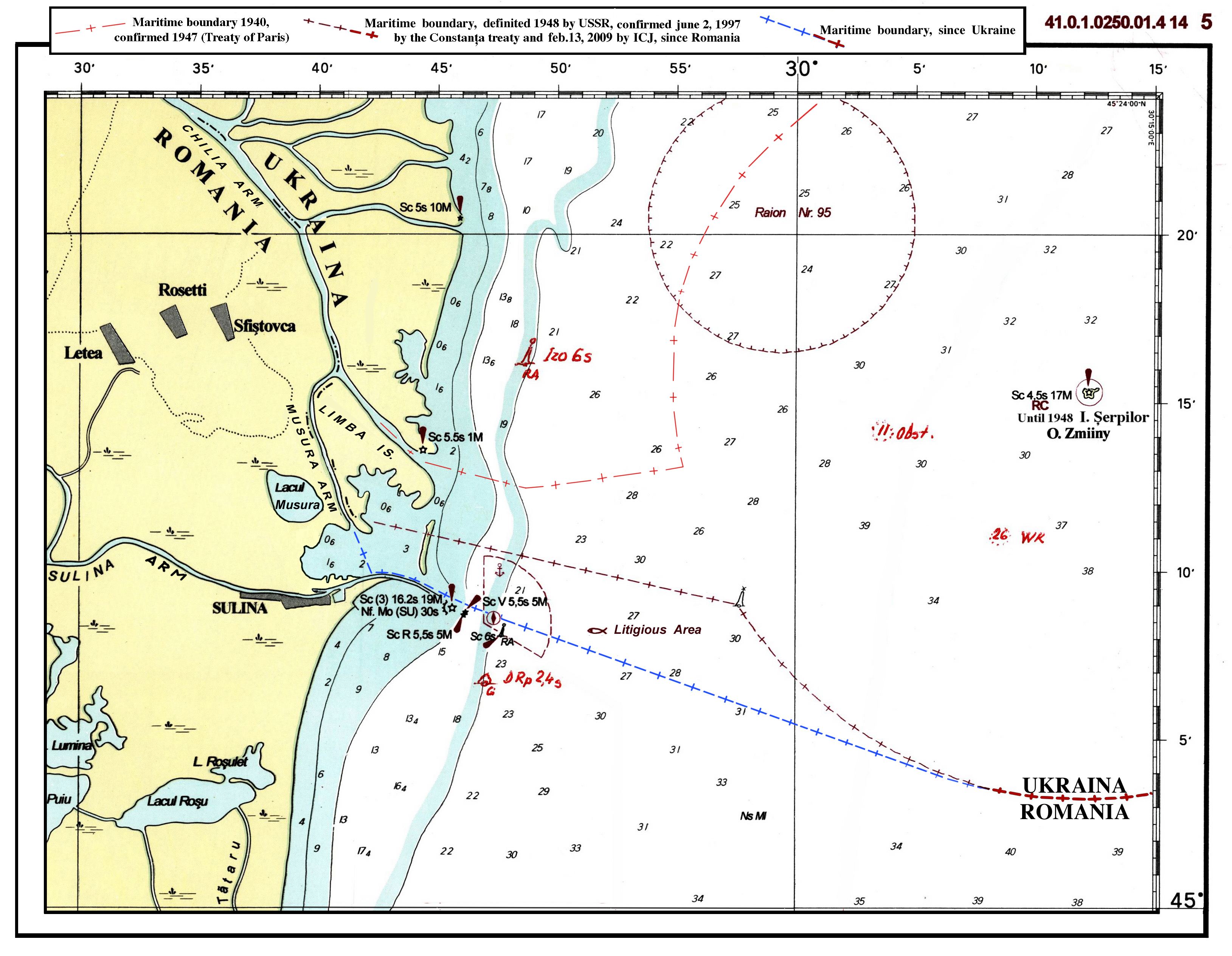
Veche zona de litigiu la frontiera dintre România și Ucraina. În fața Golfului Musura este Insula K.

Insula „K”, așa cum a fost ea denumită de experți, sau Insula Musura a luat naștere în Marea Neagră, în golful Musura, la nord de gura de vărsare a Brațului Sulina, ca urmare a unui proces de acumulare a aluviunilor aduse în principal de către brațul cel mai nordic al Dunării, Brațul Chilia, și cu aportul curenților circulari din Marea Neagră.

## Geografie
Cu o lungime de 7 km și o lățime de 80 de metri, insula pare, văzută de sus, o limbă de nisip. Ea a început să se contureze în urmă cu 10-15 ani, iar acum cinci ani au apărut și primele forme de vegetație.

## Dispute de frontieră
Dacă inițial, în cadrul activității de delimitare a frontierei de stat împreună cu autoritățile din Ucraina, efectuând-se cu aceasta ocazie măsurători topogeodezice, s-a împărțit insula în două zone (2 km în Romania și 5 km în Ucraina), ulterior, după rezolvarea conflictului dintre cele doua state cu privire la zona contiguă (soluționat de către instanțe internaționale), insula revine în totalitate României, chiar dacă în prezent nu au fost îndepărtate semnele specifice frontierei de stat.
Insula „K” și insula Sacalinul Mare sunt cele mai noi teritorii ale României, aflate într-o permanentă evoluție.